# TEV-Protease
Die TEV-Protease (EC 3.4.22.44, nuclear-inclusion-a Endopeptidase des Tobacco Etch Virus) ist eine Cysteinprotease aus dem Tobacco Etch Virus (TEV). Sie gehört zur PA-Klasse der Chymotrypsin-artigen Proteasen. Aufgrund ihrer hohen Sequenzspezifität wird sie häufig zur kontrollierten Spaltung von Fusionsproteinen sowohl in vitro als auch in vivo eingesetzt. Die erkannte Konsensussequenz ist Glu-Asn-Leu-Tyr-Phe-Gln-|-Ser, wobei "|" die Spaltstelle bezeichnet.

## Herkunft
Das Tobacco Etch Virus kodiert in seinem Genom ein einziges großes Polyprotein (350 kDa), das durch drei virale Proteasen (P1, HC, TEV) an spezifischen Stellen gespalten wird. Die TEV-Protease ist für sieben dieser Spaltstellen im Polyprotein zuständig. Die TEV-Protease besitzt auch eine interne Selbstspaltstelle, deren physiologische Funktion unklar ist.

## Struktur und Funktion

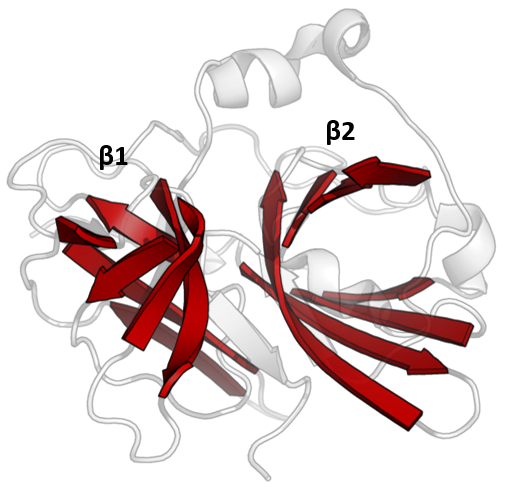
Structure of TEV protease. The double β-barrels that define the superfamily are highlighted in red.

Die Struktur der TEV-Protease wurde mittels Röntgenkristallographie aufgeklärt. Sie besteht aus zwei β-Fässern und einem flexiblen C-terminalen Schwanz. Die Protease gehört zur Chymotrypsin-Superfamilie (PA-Klasse, C4-Familie nach MEROPS). Trotz Homologie zu Serinproteasen verwendet sie eine katalytische Triade bestehend aus Asp-His-Cys, wobei Cystein das nukleophile Zentrum bildet. Das Substrat bindet als antiparallele β-Strang-Struktur in einer Tunnel-Region zwischen den Fässern.

## Spezifität
Die native Spaltsequenz ist ENLYFQ\S. Die Aminosäuren vor der Spaltstelle werden als P6 bis P1, die danach als P1' usw. bezeichnet. Strukturstudien zeigen eine umfangreiche Interaktion zwischen Substrat und Enzym, wodurch eine hohe Spezifität erreicht wird. Die Bindetasche erkennt insbesondere P6-Glu, P4-Leu, P3-Tyr, P2-Phe, P1-Gln und P1'-Ser.

## Anwendung
Die TEV-Protease wird zur Entfernung von Protein-Tags bei rekombinanten Proteinen verwendet. Aufgrund der hohen Spezifität ist sie auch in vivo relativ ungiftig. Rationales Design war bislang wenig erfolgreich, jedoch konnte durch gerichtete Evolution die Substrattoleranz erweitert werden.

## Einschränkungen
Die Wildtyp-TEV-Protease zeigt:
- Autoproteolyse (durch Mutation S219V vermeidbar)
- Geringe Löslichkeit (verbessert durch MBP-Fusion oder Mutationen)[2]
- Temperaturinstabilität unter 4 °C oder über 34 °C[14]
- Reduktionsbedürftigkeit für hohe Aktivität (moderne Varianten sind auch ohne Reduktionsmittel aktiv)[15][16][17]